# Berghausen (Bad Berleburg)
Berghausen is een plaats in de Duitse gemeente Bad Berleburg, deelstaat Noordrijn-Westfalen, en telt 1.454 inwoners (2007).